# Belfagor a pokolból
Belfagor a pokolból (olaszul: L’arcidiavolo) egy 1966-ban bemutatott olasz filmvígjáték, Ettore Scola rendezésében. A történet Niccolò Machiavelli 1518-ban megjelent Belfagor avagy az ördög, aki megnősült című regényének szabad adaptációja. Kosztümös történelmi kalandfilm, mely a 15. század végi Firenzében játszódik, jeleneteit firenzei és toszkánai reneszánsz óvárosok korhű utcáiban, épületeiben vették fel. 
A magyar mozik az olasz nyelvű, magyar feliratos változatot 1969-ben mutatták be, az első magyarul beszélő, szinkronizált változat 1987-ben készült el a Magyar Televízió részére.

## Az alapmű
Niccolò Machiavelli Belfagor, avagy az ördög, aki megnősült című regénye alapján készült, amely 1518–1527 között íródott. Eredeti olasz címe Belfagor arcidiavolo („Belfagor főördög”) vagy Il demonio che prese moglie („A démon, aki megnősült”) változatokban ismert. Ez Macchiavelli egyetlen ismert regénye. A fiktív történetben az író az akkori közelmúlt ismert történelmi személyiségeit szerepelteti, megtörtént történelmi eseményeket kombinál fiktív mesei személyekkel és elemekkel. A film meséje igen nagyvonalúan követi a regény cselekményét.

## Cselekmény
Az itáliai háborúk első szakaszában, 1486-ban VIII. Ince pápa és Lorenzo de’ Medici, Firenze fejedelme békeegyezményt kötnek, hogy véget vessenek a Róma és Firenze között nyolc éve pusztító háborúskodásnak. Belzebub, a pokol ura megrémül, mert a béke révén megcsappan a pokolra jutó kárhozott lelkek utánpótlása. Felküldi a földre Belfagor főördögöt (arcidiavolo, az arkangyal/főangyal szó profán tükörképe), azzal a szigorú utasítással, hogy emberi formát öltve tíz napon belül támasszon új háborút a két városállam között.
Belfagor (Vittorio Gassman) gazdag és arrogáns lovag képében jelenik meg Itália földjén. Segédje, a mindenki másnak láthatatlan Adramelek (Mickey Rooney) kíséri. A mulatozásra, borra és nőkre vágyó Belfagor egy fogadóban hipnotikus képességeivel elcsábít több leányt és asszonyt. Leül kártyázni az átutazóban lévő Franceschetto Cybo herceggel (Luigi Vannucchi), Ince pápa törvénytelen fiával, aki azért tart Firenzébe, hogy a megkötött béke zálogaként feleségül vegye Lorenzo de’ Medici fejedelem (Gabriele Ferzetti) szépséges leányát, Maddalenát (Claudine Auger). A játékfüggő Franceschettótól Belfagor elnyeri egész vagyonát és utolsó tétként a puszta életét is. Személyazonosságát Belfagor veszi át. A pápa fiaként megjelenik a firenzei udvarban, az ünnepélyes esküvőn azonban nemet mond, vérig sértve a menyasszonyt és a Medici-családot, hogy ezzel új háborút provokáljon a két állam között. Pimasz módon kilátásba helyezi Maddalena szüzességének elvételét, emiatt Lorenzo testőrkapitánya (Ettore Manni), aki kezdettől ellenszenvvel tekint „Francescetto Cybóra”, embereivel látványos üldözések és verekedések árán elfogja és börtönbe zárja. 
Adramelek segítségével Belfagor megszökik a börtönből, és folytatja a bajkeverést. Hamis hirdetménnyel kidoboltatja Firenzében, hogy Maddalenát meztelenül megmutatja a város népének. Az emberek valóban össze is gyűlnek a Medici-palota előtt. Belfagor az elcsábított Lucrezia és a láthatatlan Adramelek segítségével kijátssza a hercegnő erős őrizetét, és ördögi hipnotikus erejével kényszeríti Maddalenát, hogy meztelenül kiálljon az ablakba. A megalázott lány könnyeit látva azonban gondolkodóba esik és magába száll. Szerelmes lesz Maddalenába, ki akarja engesztelni, mielőtt visszatér a pokolba. Maddalena először meg akarja ölni, aztán mégis egymáséi lesznek.
A szerelmes „Franceschetto Cybót” elfogják és máglyahalálra ítélik. Belfagor fölényesen kacarászva lép a máglyára, hiszen ördögként nem árthat neki a tűz. Adramelek azonban felvilágosítja, hogy a háború-szításra szóló parancs megszegése és földi nő iránt ébredt szerelme miatt a felháborodott főnök, Belzebub büntetésül megfosztotta őt „ördögségétől” és egyszerű halandóként fogja átélni a máglyahalál kínját. A pánikba esett Belfagort csak az menti meg, hogy Maddalena közbelép érdekében. A testőrkapitány gyilkos párbajra szorítja Belfagort, de Adramelek még egyszer megjelenik és a támadót a máglya tüzébe löki. A szerelmes Belfagor – immár halandó emberként, Franceschetto Cybo hercegként, – örök hűséget fogad Maddalenának, hogy boldog házasságban élhessenek együtt itt a földön, megpecsételve a békét Róma és Firenze között.

## Szereposztás
Ez volt Ettore Scola negyedik rendezése. A „szívdöglesztő, ördögi nőcsábász” főszerepére a 44 éves, tapasztalt Vittorio Gassmant választotta, aki Dino Risi filmjeiben már bizonyított (A matador (1960), Előzés (1962), Szörnyetegek (1963), Il gaucho (1964)), és aki akkor éppen Mario Monicelli 1966-os filmjének, a Brancaleone ármádiájának sikerében fürdött. A másik két főszerepre Scola nemzetközi sztárokat keresett, Mickey Rooneyt Hollywoodból, és a francia Claudine Auger-t, az (akkor) legfrissebb Bond-leányzót, az 1965-ös Tűzgolyó sztárját. Auger nagyon népszerű volt Olaszországban, Dino Risi alig egy hónappal korábban bemutatott San Gennaro kincse című vígjátékában Nino Manfredi oldalán játszott. Lorenzo de’ Medici feleségét, Clarice Orsinit is francia színésznőre, Hélène Chanelre osztotta, aki számtalan művészneve közül most a Sherill Mogan-t használta.
A többi szerepre Scola olyan olasz színészeket alkalmazott, akiket addig főleg színpadról ismerhettek: Gabriele Ferzettit, Ettore Mannit, Luigi Vannucchit és Ugo Fangareggit. A hölgykoszorút a kor körülrajongott olasz szépségeiből válogatta (Liana Orfei, Annabella Incontrera és Giorgia Moll).
Kisebb szerepeket kaptak a filmes pályájuk elején álló színészek, mint Paolo Bonacelli (akit Adramelek megtévesztő manőverekkel a féltékeny nemesember feleségének hálószobájába irányít), Milena Vukotic és Elena Fabrizi, Maddalena két udvarhölgye.
| Szerep                         | Színész                               | Magyar hangja                            | Magyar hangja     |
| Szerep                         | Színész                               | Magyar Szinkron- és Videovállalat, 1987. | Mafilm Audio Kft. |
| ------------------------------ | ------------------------------------- | ---------------------------------------- | ----------------- |
| Belfagor                       | Vittorio Gassman                      | Szersén Gyula                            | Gáti Oszkár       |
| Maddalena de’ Medici           | Claudine Auger                        | Sáfár Anikó                              | Götz Anna         |
| Adramelek                      | Mickey Rooney                         | Harkányi Endre                           | Harsányi Gábor    |
| Lorenzo de’ Medici             | Gabriele Ferzetti                     | Szokolay Ottó                            | N/A               |
| Gianfigliazzo testőrkapitány   | Ettore Manni                          | Konrád Antal                             | N/A               |
| Lucrezia                       | Annabella Incontrera                  | Káldi Nóra                               | N/A               |
| Clarice Orsini                 | Hélène Chanel (Sherill Mogan álnéven) | N/A                                      | N/A               |
| Giovanni de’ Medici bíboros    | Paolo Di Credico                      | N/A                                      | N/A               |
| Franceschetto Cybo herceg      | Luigi Vannucchi                       | N/A                                      | N/A               |
| Maddalena udvarhölgye          | Milena Vukotic                        | N/A                                      | N/A               |
| Maddalena udvarhölgye          | Elena Fabrizi                         | N/A                                      | N/A               |
| Lorenzo titkára, életrajzírója | Ugo Fangareggi                        | N/A                                      | N/A               |

- További magyar hangok az első szinkronból: Czigány Judit, Détár Enikő, Fülöp Zsigmond, Nagy Anna, Petrik Péter[1]
- További magyar hangok a második szinkronból: Barbinek Péter, Döbrentei Sarolta, Haás Vander Péter, Koffler Gizella, Némedi Mari, Vass Gábor, Vennes Emmy[2]

## Érdekességek
- Abban a jelenetben, amikor Maddalena nyugovóra térni készül hálószobájában, egyik udvarhölgye (Elena Fabrizi) Luigi Pulci firenzei költő „Morgante” című hőskölteményéből olvas fel neki, mely 1478-ban jelent meg nyomtatásban.
- A filmet Franciaországban „Belfagor le Magnifique” címen mutatták be, mely célzás Lorenzo de’ Medici ismert melléknevére: „il Magnifico”, azaz „a csudálatos”. Más országokban „A szerelmes ördög” és hasonló értelmű címek alatt vetítették.[3]

## Történelmi utalások, eltérések
- A regény és a film cselekménye szerint Franceschetto Cybo és Maddalena de’ Medici szerelme 1486 nyarán lobban fel, és házasságukat még abban az évben a firenzei San Miniato al Monte bazilikában kötik. A valóságban a 14 éves Maddalena és a 40-es éveiben járó Francesco („Franceschetto”) esküvőjét Rómában tartották, életük nagy részét ott is élték le.

- A film egy rövid jelenetében feltűnik Girolamo Savonarola alakja (aki a meztelen Maddalena látására gyülekező polgárok kéjsóvárságát dorgálja). Valójában az ábrázolt történelmi események idején ő még nem tartózkodott Firenzében, csak négy év múlva érkezett a városba.

- A filmben szerepel Giovanni de’ Medici kardinális, a későbbi X. Leó pápa. Amikor először bemutatják őt Franceschetto Cybónak (azaz Belfagornak), Giovanni teljesen fehérbe van öltözve, kvázi megelőlegezve későbbi méltóságát. Az összes további jelenetben már bíbornoki színeket visel.

- Giovanni de’ Medici a Mediciek jelképét, egy labdát nyújt át a jegyespárnak. A rugalmas labda elejtéséből fejlődik ki a film legnagyobb gegje, a kavargó, kosztümös focimeccs. Ugyanakkor a gumilabda Amerikából került Európába. Mivel a történet egyértelműen az Újvilág felfedezése előtt játszódik, a gumilabda voltaképpen anakronizmus.

- Lucrezia, Lorenzo il Magnifico filmbeli kegyencnője, akit a fondorlatos Belfagor is elcsábít, azonosítható Lucrezia Donatival, aki valóban Lorenzo korábbi szeretője volt, még Clarice Orsinivel kötött házassága előtt. Lucrezia sosem volt a fejedelmi család firenzei udvartartásának tagja, legkevésbé a fejedelem feleségének társalkodónője, ahogy a cselekmény mutatja.

- A Leonardo da Vinci firenzei műhelyében játszódó jelenetben Belfagor és Adramelek Az utolsó vacsorát ábrázoló falfestményt nézik, melyet Leonardo valójában évekkel később Milánóban festett (1494–1498 között). A festményen szereplő tanítványok között Belfagor egyetlen „pokolbéli jó ismerőst” talál, Iskarióti Júdást, akit meg is mutat a festményen, de valójában Tamás apostol alakjára mutat.